# Tebaida (poema)
|  | Per a altres significats, vegeu «Tebaida (desambiguació)». |

La Tebaida era un poema èpic del Cicle tebà, avui perdut, que formava part del Cicle èpic, a la literatura grega arcaica. Només han sobreviscut alguns fragments.
És una obra d'autor incert, i els antics l'atribuïen a Homer, encara que l'autor podria ser Antímac de Teos, un poeta que va viure al segle VIII aC. El llibre explicava la història de la guerra entre els germans Etèocles i Polinices i el fracàs de l'expedició de Polinices contra la ciutat de Tebes coneguda com la Guerra dels set Cabdills, on van morir tant Etèocles com Polinices. L'obra va inspirar la tragèdia Els set contra Tebes d'Èsquil i Les fenícies d'Eurípides.
Altres autors van escriure també obres amb aquest títol i sobre el mateix tema. El més conegut és Publi Papini Estaci, amb la Tebaida escrita al segle i, que ha arribat completa fins avui. Un altre poeta grec, Antímac de Claros, que va viure al segle v aC, va escriure també una Tebaida, però no se sap quina relació podia tenir amb aquesta.